# Discoverer 27

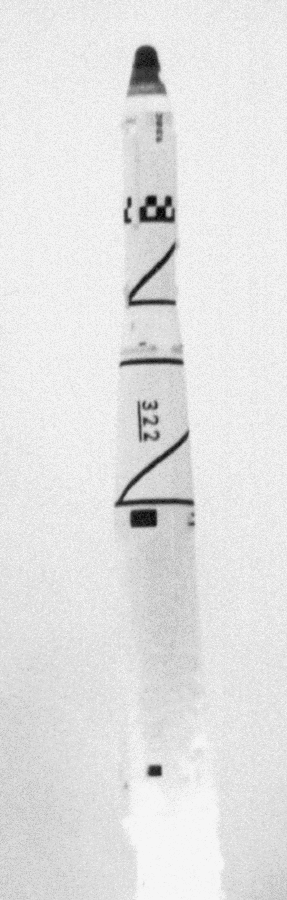
Rakieta nośna Thor Agena B, z satelitą Discoverer 27, na krótko przed zniszczeniem

 Discoverer 27 – amerykański satelita wywiadowczy. Stanowił część tajnego programu CORONA. Należał do serii KH-5 tego programu. 
Start, który odbył się z kosmodromu Vandenberg, w dniu 21 lipca 1961, o godzinie 22:35 GMT, nie powiódł się. Rakieta Thor Agena B wraz z satelitą uległa samodestrukcji w sześćdziesiątej sekundzie lotu na rozkaz oficera bezpieczeństwa. Rozkaz został wydany, gdyż rakieta nabrała nieplanowanego, dużego przechyłu zagrażającego bezpieczeństwu na Ziemi. Niepowodzenie to oznaczono w katalogu COSPAR jako 1961-F07.
Satelita był własnością amerykańskiego wywiadu (dzisiejszej CIA), a zbudowała go firma Lockheed Martin.
Inne nazwy misji to: Corona 27, CORONA 9020A, KH-5 9020, Agena B 1110, FTV-1110. Oznaczeniem kapsuły powrotnej było SRV 524.